# Joaquim Giovanni Mol Guimarães

Wappen von Joaquim Giovani Mol Guimarães als Weihbischof in Belo Horizonte

Joaquim Giovanni Mol Guimarães (* 6. Januar 1960 in Ponte Nova, Minas Gerais, Brasilien) ist ein brasilianischer römisch-katholischer Geistlicher und Koadjutorbischof von Santos.

## Leben
Joaquim Giovanni Mol Guimarães trat in die Ordensgemeinschaft der Salesianer Don Boscos ein und empfing am 16. Juli 1988 das Sakrament der Priesterweihe. 1992 wurde er in den Klerus des Erzbistums Belo Horizonte inkardiniert.
Am 11. Februar 2006 ernannte ihn Papst Benedikt XVI. zum Titularbischof von Galtelli und zum Weihbischof in Belo Horizonte. Der Erzbischof von Belo Horizonte, Walmor Oliveira de Azevedo, spendete ihm am 25. März desselben Jahres die Bischofsweihe; Mitkonsekratoren waren der Bischof von Colatina, Décio Zandonade SDB, und der emeritierte Weihbischof in Belo Horizonte, Sebastião Roque Rabelo Mendes.
Papst Franziskus bestellte ihn am 24. Februar 2025 zum Koadjutorbischof von Santos.